# وانگ تیانتیان
وانگ تیانتیان (به انگلیسی: Wang Tiantian) ژیمناست زادهٔ ۱۴ فوریهٔ ۱۹۸۶ میلادی اهل کشور چین است.